# Procopius
Pour les articles homonymes, voir Procope.
Genre
Procopius est un genre d'araignées aranéomorphes de la famille des Corinnidae.

## Distribution
Les espèces de ce genre se rencontrent en Afrique subsaharienne.

## Liste des espèces
Selon World Spider Catalog (version 23.5, 19/11/2022) :
- Procopius aeneolus Simon, 1903
- Procopius aethiops Thorell, 1899
- Procopius affinis Lessert, 1946
- Procopius ensifer Simon, 1909
- Procopius granulosus Simon, 1903
- Procopius laticeps Simon, 1909
- Procopius lesserti (Strand, 1916)
- Procopius luteifemur Schmidt, 1956
- Procopius vittatus Thorell, 1899

## Systématique et taxinomie
Ce genre a été décrit par Thorell en 1899 dans les Clubionidae. Il est placé dans les Corinnidae par Lehtinen en 1967.

## Publication originale
- Thorell, 1899 : « Araneae Camerunenses (Africae occidentalis) quas anno 1891 collegerunt Cel. Dr Y. Sjöstedt aliique. » Bihang till Kongliga Svenska Vetenskaps-Academiens Handlingar, vol. 25, no 1, p. 1-105 (texte intégral).